# In de voetsporen van de Vikingen
In de voetsporen van de Vikingen (Engels: Follow the Vikings) is sinds 1993 een Europese Culturele Route van de Raad van Europa. De route staat in het teken van de Vikingen en verenigt verschillende Vikingsites en -musea.
De route wordt beheerd door de Destination Viking Association en bestaat uit meer dan 100 sites in Denemarken, Duitsland, Engeland, Nederland, Noorwegen en Zweden.

## Sites
- Vikingschipmuseum in Roskilde met de Skuldelevschepen
- Museet Ribes Vikinger in Ribe
- Ribe VikingeCenter in Ribe
- Bork Vikingehavn in Bork Havn, Rinkøbing-Skjern Kommune
- Vikingemuseet Ladby in Kerteminde (Funen)
- Museum Trelleborg (UNESCO Werelderfgoed Ringwalburchten uit de Vikingtijd)
- Vikingemuseet Fyrkat (UNESCO Werelderfgoed Ringwalburchten uit de Vikingtijd)
- Vikingemuseet Lindholm Høje
- Tissø Vikingecenter in Store Fuglede
- Wikinger Museum Haithabu in Haithabu in Sleeswijk-Holstein (UNESCO Werelderfgoed)
- Vikingdagen in Eckernförde
- Viking Informatiecentrum (VIC) in Wieringen
- Vikingskipshuset (na renovatie en heropening Vikingtidsmuseet) in Oslo met de Vikingschepen Gokstad, Oseberg en Tune.
- Lofotr Vikingmuseum op de Noorse Lofoten
- The Viking Planet in Oslo en Haugesund
- Viking Valley in Gudvangen
- Vikinggarden Avaldsnes in Avaldsnes
- Midgard Vikingsenter in Borre
- Víkingaheimar in Njarðvík
- Jorvik Viking Centre in York
- Vikingar! in Largs, Schotland
- Årsunda Viking in Årsunda
- Fotevikens Museum in Höllviken
- Vikingcollectie in Staats Historisch Museum in Stockholm[1]
- The Viking Museum in Djurgården
- Museum Birka Vikingastaden in Birka en Hovgården (UNESCO Werelderfgoed)
- Vikingamuseet Trelleborgen in Trelleborg
- Värmlands Vikingacenter
- VikingaTider in Löddeköpinge
- Ale vikingagård in Ale
- Vikingagården Gunnes Gård in Upplands Väsby
- Gamla Uppsala Museum
- Rosala Vikingacentrum in Rosala
- Slaven- en Vikingcentrum Wolin Jomsborg Vineta